# Jan Olov Karlsson
Jan Olov Karlsson   (Estocolm, 1 de juny de 1939 - Estocolm, 19 de setembre de 2016) va ser un polític suec, expresident del Tribunal de Comptes Europeu, i ex ministre de Desenvolupament, Cooperació, Migració i Política d'Asil de 2002 i des de l'11 setembre fins al 10 d'octubre de 2003 Ministre de Relacions Exteriors interí, després de l'assassinat d'Anna Lindh.

## Trajectòria
Jan O. Karlsson va estudiar economia, ciències polítiques i història a Universitat d'Estocolm, abans de ser nomenat subsecretari del Ministeri d'Agricultura en 1962. En 1968 esdevingué assessor de l'Oficina del primer ministre. A partir de 1973 va exercir com a secretari del tinent d'alcalde d'Estocolm i en 1977 fou nomenat secretari adjunt de la presidència de la Consell Nòrdic.
Després de les eleccions legislatives sueques de 1982 els socialdemòcrates tornaren al poder i fou nomenat secretari d'estat del Ministeri de Finances. Després de les eleccions de 1988 va ser nomenat president de la comissió governamental d'investigació de les àrees metropolitanes, i en 1990, novament assessor i coordinador a l'oficina del primer ministre.
Entre 1991 i 1994, quan els socialdemòcrates foren bandejats del govern, Karlsson va treballar com a assessor per al grup parlamentari. En la tardor de 1994 els suecs tornaren a les urnes dos cops. En el primer els socialdemòcrates tornaren al poder i en el segon Suècia va entrar en la Unió Europea. A conseqüència d'això Jan O. Karlsson va ser nomenat pel Govern suec com el seu representant al Tribunal de Comptes Europeu en 1995, i el 18 de gener de 1999 es va convertir en President de la Cort. Com a cap d'un òrgan principal a la Unió Europea es va ocupar una de les posicions de més alt rang dins de la Unió Europea, el número cinc en la jerarquia superior. Va ocupar aquest càrrec fins a 31 de desembre de 2001, quan va dimitir després que se li oferís un càrrec en el gabinet.

## Ministre
El mandat de Jan O. Karlsson com a ministre ha estat lluny de ser tranquil, ja que la seva relació amb la premsa ha estat problemàtica, atribuït sovint al fet que el seu pare, que també era un polític socialdemòcrata d'alt rang, va morir d'un atac de cor durant una entrevista amb un periodista. Malgrat una sèrie d'escàndols polítics de menor importància - entre altres coses, al fet que es referí a George W. Bush com "aquest maleït ancià texà" ("den där jävla texasgubben") i murmurar abruptament (amb un micròfon connectat a l'americana) "ara millor veiem un final a aquest afers gais" (nu får det väl vara slut på de här bögfrågorna) durant la conferència de l'ASCID – ha estat capaç de mantenir la confiança del primer ministre Göran Persson i mantenir el seu lloc en el gabinet. El seu nomenament com a ministre interí d'Afers Exteriors després de la mort d'Anna Lindh l'11 de setembre de 2003, era una solució a curt termini. Els canvis en el govern, efectius el 10 d'octubre, el van obligar a renunciar al seu càrrec.